# Koompassia grandiflora
Koompassia grandiflora är en ärtväxtart som beskrevs av André Joseph Guillaume Henri Kostermans. Koompassia grandiflora ingår i släktet Koompassia och familjen ärtväxter. IUCN kategoriserar arten globalt som sårbar. Inga underarter finns listade i Catalogue of Life.